# Coll de Cabanelles
El Coll de Cabanelles és una collada situada a 1.104,4 m alt del terme comunal de Prats de Molló i la Presta, de la comarca del Vallespir, a la Catalunya del Nord. És a la zona nord del terme de Prats de Molló i la Presta, al nord de la vila. Es troba a prop al sud-oest de la casa de Cabanelles i al nord-est de Can Quimet, al sud-est dels Plans de Cabanelles.